# Miguel Martínez (lottatore)
Miguel Martínez Palacios (Santiago di Cuba, 23 marzo 1991) è un lottatore cubano, specializzato nella lotta libera.

## Biografia
È allenato da Raul Trujillo e Carlos Ulacia.
Ai Giochi panamericani di Toronto 2015, dove ha vinto la medaglia di bronzo nel torneo dei -66 chilogrammi.
Ha rappresentato Cuba ai Giochi olimpici estivi di Rio de Janeiro 2016 concludendo al dodicesimo posto nella categoria dei 66 chilogrammi.

## Palmarès
- Giochi panamericani

Toronto 2015: bronzo nei -66 kg.
- Campionati panamericani

Città del Messico 2014: oro nei -66 kg.
Santiago del Cile 2015: oro nei -66 kg.
Frisco 2016: oro nei -66 kg.
Lauro de Freitas 2017: oro nei -65 kg.
- Giochi centramericani e caraibici

Veracruz 2014: oro nei -66 kg.